# Partido Municipalista Social Democrático
Partido Municipalista Social Democrático foi uma sigla partidária brasileira que disputou sob registro provisório as eleições municipais do ano de 1992. Foi organizado por remanescentes do extinto Partido Municipalista Brasileiro (PMB), elegendo apenas um prefeito no país: José Luiz Alves, o "Mandiocão", em Rio Bonito, no estado do Rio de Janeiro. Em 1993, teve seu pedido de registro definitivo negado. Utilizou o número 75.